# Hendrik Speuy
Hendrik Joosten Speuy (ook Joostenz) (Brielle, 1575 - Dordrecht, 1625) was een Nederlands componist en organist.
Speuy was een tijdgenoot van Jan Pieterszoon Sweelinck. Vanaf 1595 tot aan zijn dood was hij organist van de Grote Kerk te Dordrecht. Hij was opvolger van organist Adriaan Servaas, aldus Jan Zwart in 1938.  Hij maakte de vernieuwing van een positief naar een groot kerkorgel mee. Zijn honorarium bedroeg aan het eind van zijn leven 400 pond per jaar, opgesplitst in 150 van de kerk en 250 van de stad, dus hij trad ook op als de gemeente Dordrecht belangrijke gasten ontving. Soms bespeelde hij het stadsklavecimbel. Van zijn hand (Henri Speuy) verscheen in 1610 een tabulatuurboek met psalmbewerkingen voor orgel (De psalmen Davids, gestelt op het tabulatuer van het orghel en de clavecymmel). Het is opgedragen aan de Staten-Generaal; hij kreeg van die Staten-Generaal ook een vergoeding voor het werk. Later bedacht hij zich en droeg het op aan de koning van Engeland. In 1962 kwam er nog een herdruk verzorgd door Frits Noske.
Van Speuy is bekend dat hij wel speelde tijdens de Synode van Dordrecht.
Volgens onderzoek door stadsarchivaris J.L. van Dalen was Speuy getrouwd met Abigael Dionysiusdr; het echtpaar had tussen 1606 en 1616 vier kinderen laten dopen. Hij zou in laat augustus 1625 zijn overleden (op 26 augustus maakte hij nog een nieuw testament op, maar werd in dezelfde maand nog begraven). De pest die toen heerste in Dordrecht zou hem fataal zijn geweest. Hij werd net als zijn vrouw twee maanden later begraven in de Grote Kerk.
- Bibliothèque nationale de France: cb13812394n (data)
- Gemeinsame Normdatei: 134108043
- International Standard Name Identifier: 0000 0001 1875 3957
- Library of Congress Control Number: nr98038740
- MusicBrainz: 18750952-e063-4bd0-879c-2044fd9e315f
- Nederlandse Thesaurus van Auteursnamen: 15773918X
- Virtual International Authority File: 43046626
- WorldCat: E39PBJymrYRrMVfwQjVGrfJkXd